# Парадокс свемогућности
Парадокс свемогућности је парадокс који се бави питањем шта свемогуће биће не може да учини. 
По дефиницији, свемогуће биће је биће које може урадити све. Узимајући у обзир да постоји такво биће, неко може поставити сљедеће питање: „Да ли свемогуће биће може створити камен толико тежак да га ни оно не може подићи?“ Ако га може створити, онда постоји ствар коју не може урадити: подићи камен. Ако га не може створити, онда постоји једна ствар коју не може направити: створити такав камен. У сваком случају, постоји ствар које свемогуће биће не може направити, што контрадиктира претпоставку да је то биће свемогуће. То је парадокс.
Стандардно рјешење је да божија свемоћ није толика да чини оно што је логички немогуће, и указује на то да је за њега логички немогуће да постоји такав камен. Такође, може се говорити и о томе да заједно са свемоћи долази и свезнање. Ако је Бог знао да ће морати дићи камен у будућности, зашто би створио такав камен?